# 北溫布利站
北溫布利站（英語：North Wembley station）是一個英國國營鐵路公司車站，設有倫敦地上鐵（沃特福德直流電鐵線）和倫敦地鐵（貝克盧線）服務。此站介於南肯頓和溫布利中央之間。位於布倫特區北溫布利東巷南側。

## 歷史
車站在1912年6月15日由倫敦及西北鐵路揭幕，是介於尤斯頓和沃特福德交匯之間的「新線」的其中一站，倫敦地下電氣鐵路公司貝克盧線服務則於1917年4月16日開展。起初稱為東巷，該道路在此處跨過鐵路，但在車站啟用時已經採用北溫布利的名稱。此站採用與同線其他新站類似的設計，而北溫布利站的配置幾乎與兩站以北的肯頓一模一樣。此站安裝了閘口和發車顯示屏。

## 服務
1號月台南行：
- 前往倫敦尤斯頓，由倫敦地上鐵營運 - 週一至週六每20分鐘一班（每小時3班），其他日子每30分鐘一班。
- 前往象堡，由倫敦地鐵營運 - 每10分鐘一班（每小時6班）。

2號月台北行：
- 前往沃特福德交匯，由倫敦地上鐵 - 週一至週六每20分鐘一班（每小時3班），其他日子每30分鐘一班。
- 前往哈羅及威爾德斯通，由倫敦地鐵營運 - 每10分鐘一班（每小時6班）。

## 接駁交通
倫敦巴士245路服務此站。2016年9月10日開始，倫敦巴士483路亦會在伊靈醫院和哈羅巴士站之間服務此站。

## 外部連結
- 列车时刻表及车站信息：北溫布利站，来自英国铁路官方网站